# Inírida
Inírida (förr Puerto Inírida) är en kommun i östra Colombia. Den ligger i departementet Guainía, 600 km öster om huvudstaden Bogotá. Antalet invånare i kommunen är 17 866.
Inírida är administrativ huvudort för departementet Guainía. Den är belägen vid Iníridaflodens utflöde i Guaviarefloden, några mil från Orinocofloden och gränsen till Venezuela. Centralorten hade 11 464 invånare år 2008.